# 카뤄구

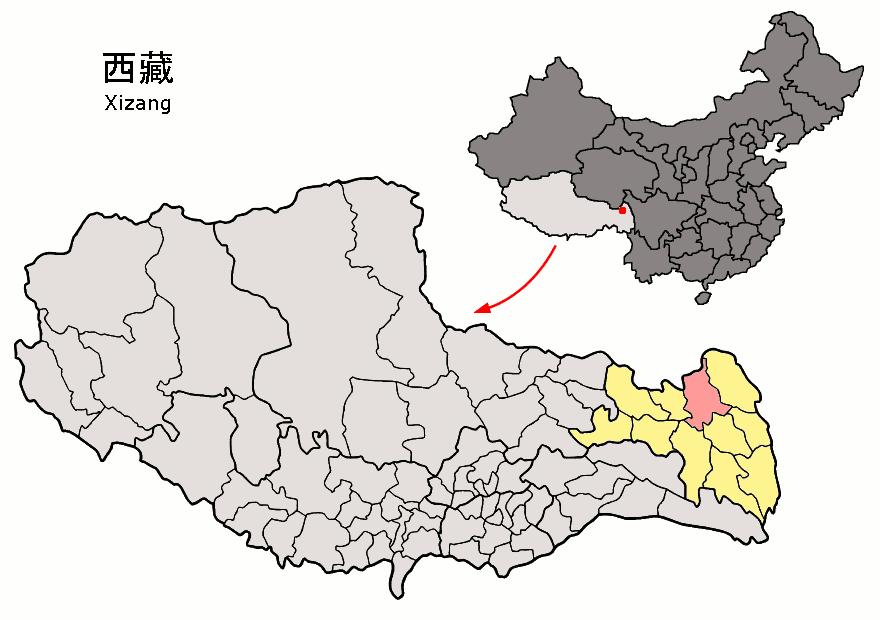
카뤄 구의 위치

카뤄구(가약구, 티베트어: མཁར་རོ་རྩེ་ཆུས། mkhar ro chus, 중국어: 卡若区, 병음: Kǎruò Qū)는 중화인민공화국 티베트 자치구 동부 창두 시의 시할구로 시정부 소재지이다. 넓이는 10652km2이고, 인구는 2007년 기준으로 90,000명이다.
2014년 11월 창두 지구를 철폐하고 창두 시를 설립하면서 창두 현(티베트어: ཆབ་མདོ་རྫོང་ 참도 종, 중국어: 昌都县, 병음: Chāngdū Xiàn)을 카뤄 구로 바꿨다.

## 지리
평균해발고도는 3500m이다. 연평균 기온은 7.6℃이고 1월 평균기온은 -2.3℃이고 7월 평균기온은 16.3℃이다. 연평균 강수량은 477.7mm이고 무상일수는 128일이다.

## 인구
인구의 90%가 티베트족이다.

## 행정 구역
3개 진, 12개 향을 관할한다.
- 진: 城关镇, 俄洛镇, 卡若镇.
- 향: 芒达乡, 沙贡乡, 若巴乡, 埃西乡, 如意乡, 日通乡, 柴维乡, 妥坝乡, 嘎玛乡, 面达乡, 约巴乡, 拉多乡.

## 같이 보기
- 창두시